# Ялтинська яйла

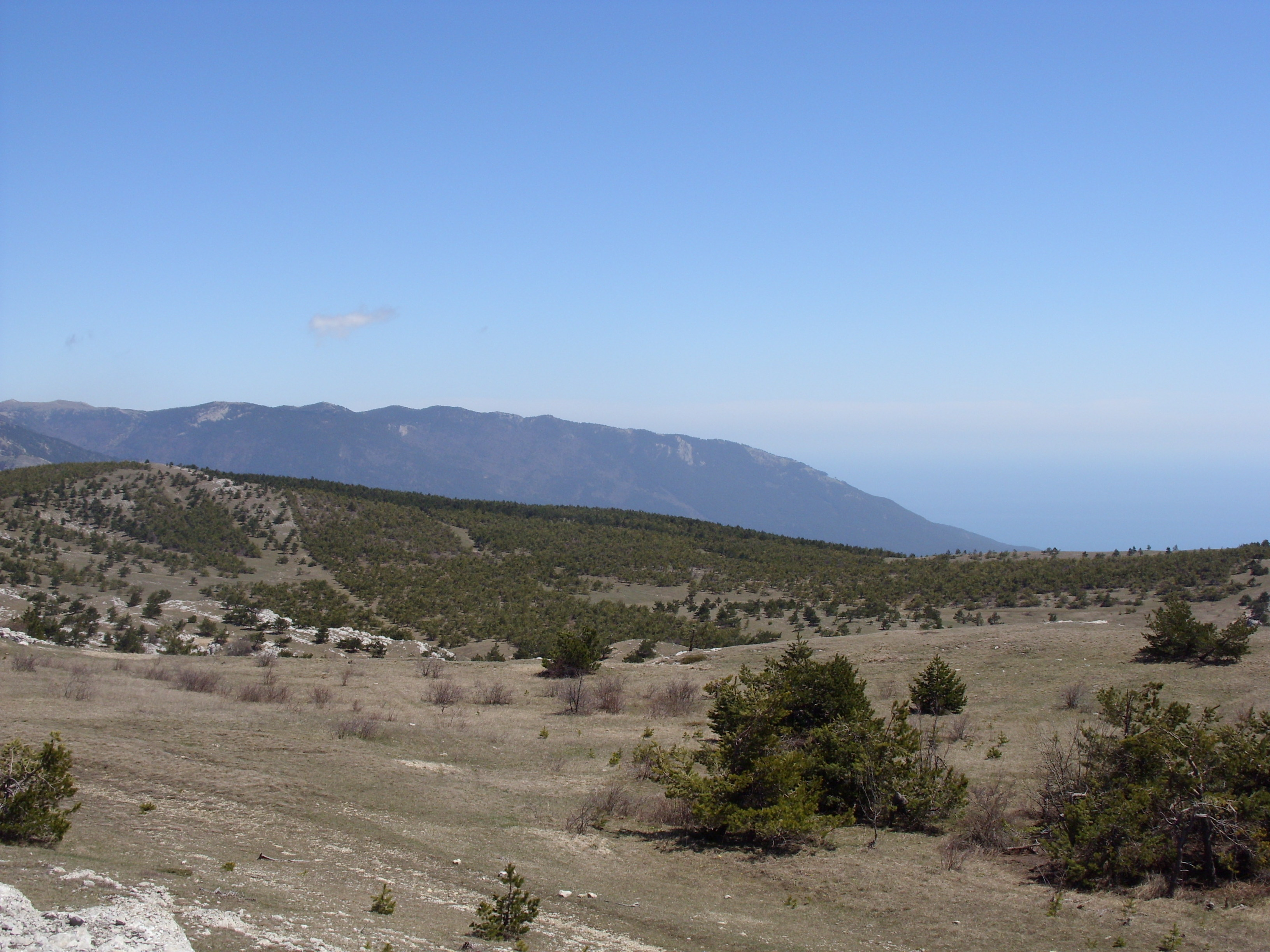
Ялтинська яйла

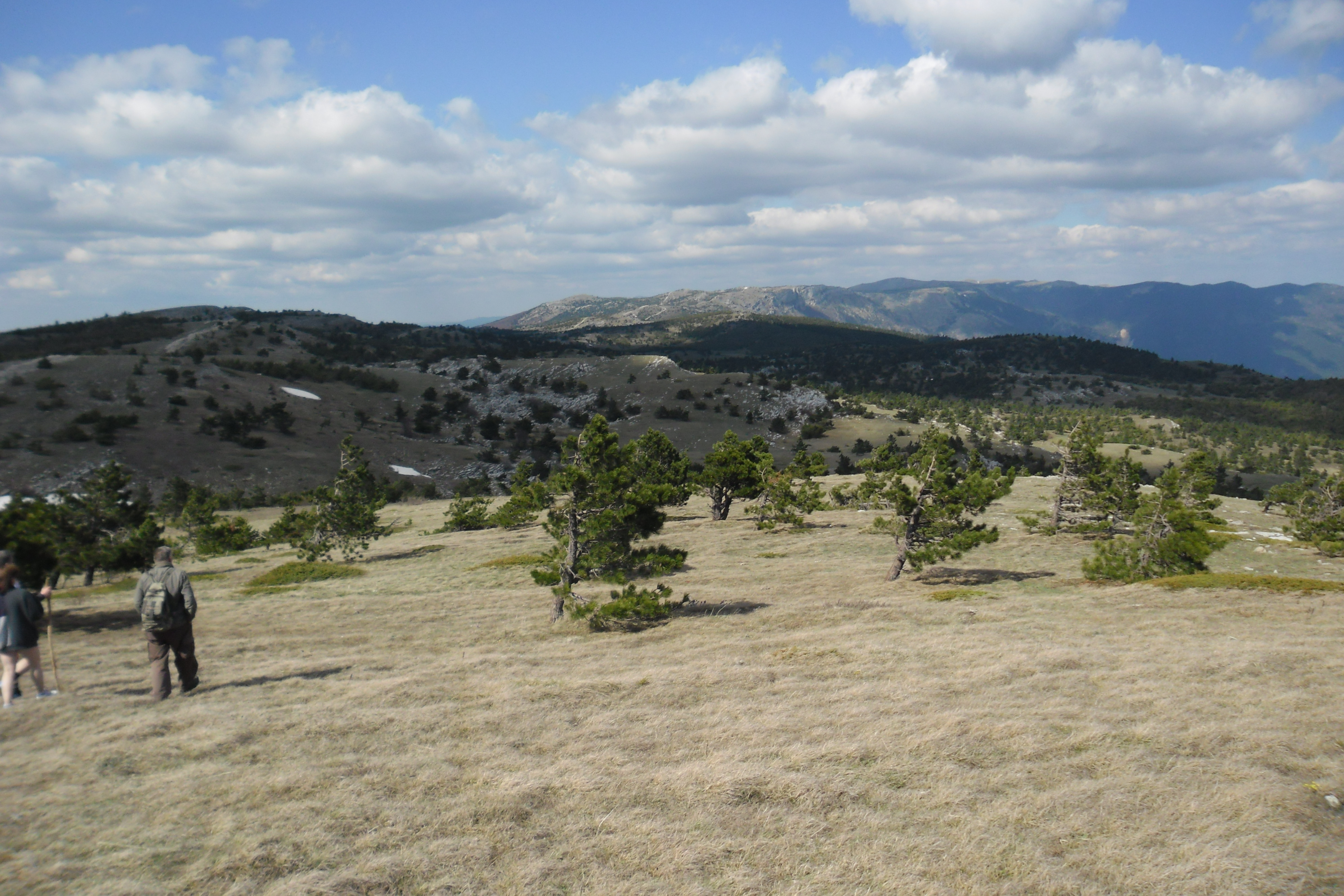
Ялтинська яйла — панорама на схід від Ставрікайської стежки.

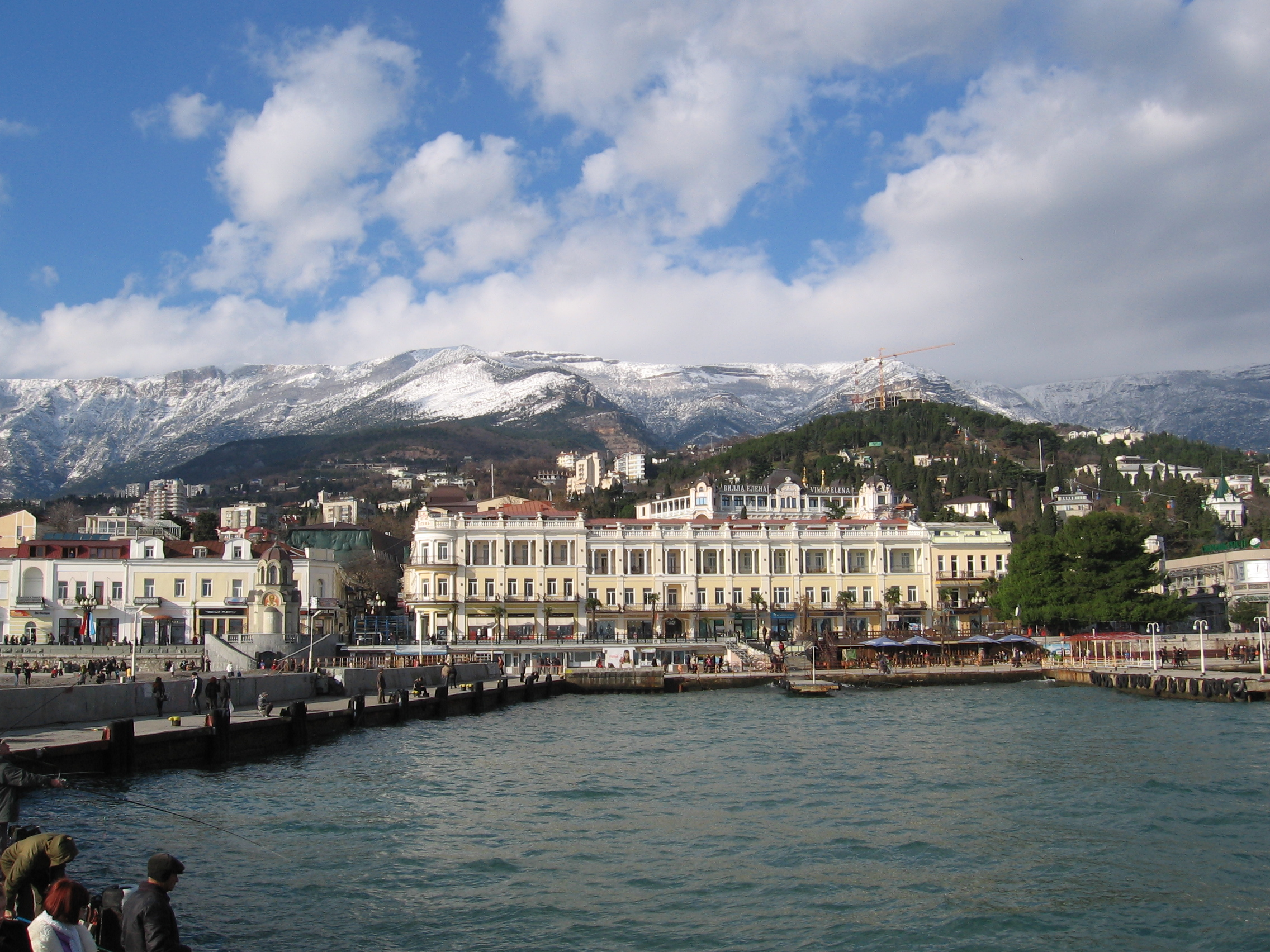
Ялтинська яйла — панорама Ялтинської яйли з боку м. Ялта.

44°32′46″ пн. ш. 34°07′20″ сх. д. / 44.54614° пн. ш. 34.1221° сх. д.
Я́лтинська яйла́ (крим. Yalta yaylası) — нагірне плато в Криму, частина Яйли, плаского безлісого плато на вершині Головного пасма Кримських гір; оточує з північного заходу й заходу прибережну низовину й затоку, при якій розміщена Ялта — Ялтинський амфітеатр.

## Загальний опис
Найвища точка Ялтинської яйли — вершина гори Кемаль-Егерек (1529 м) . Інші гори: Джунин-Кош (1410 м), Джади-Бурун (1422 м), Кизил-Кая (1358 м), Оксек-Бурун (1395 м), Лапата (1406 м), Рока (1347 м), Сунгурта (1333 м), Ендек (1371 м), Ольмесхир (1213 м). У Ялтинській Яйлі поширені карстові форми рельєфу середземноморського типу: улоговини, воронки, куестоподібні гребені, печери (наприклад, Іограф) і провалля.
Ялтинська яйла являє собою горбисте нагірне плато, вкрите гірськими луками з безліччю трав та квітів, деінде — рідколіссям. Із заходу Ялтинська яйла переходить в Ай-Петринську яйлу (межею між ними є улоговина Ендек-Дере), зі сходу відокремлюється верхів'ями ущелини Уч-Кош і перевалом Уч-Кош-Богаз від Гурзуфської яйли.
Рослинність гірськолучна з рідким заростом сосни; охороняється у межах Ялтинського гірсько-лісового заповідника.
На яйлі в кінці ХІХ — на початку ХХ ст. споруджена снігозатримувальна споруда — Стіна Конраді.
На Ялтинську яйлу ведуть ряд стежок, зокрема Іограф-Богаз, Ставрікайська стежка, Тарактаська стежка тощо.

## Галерея

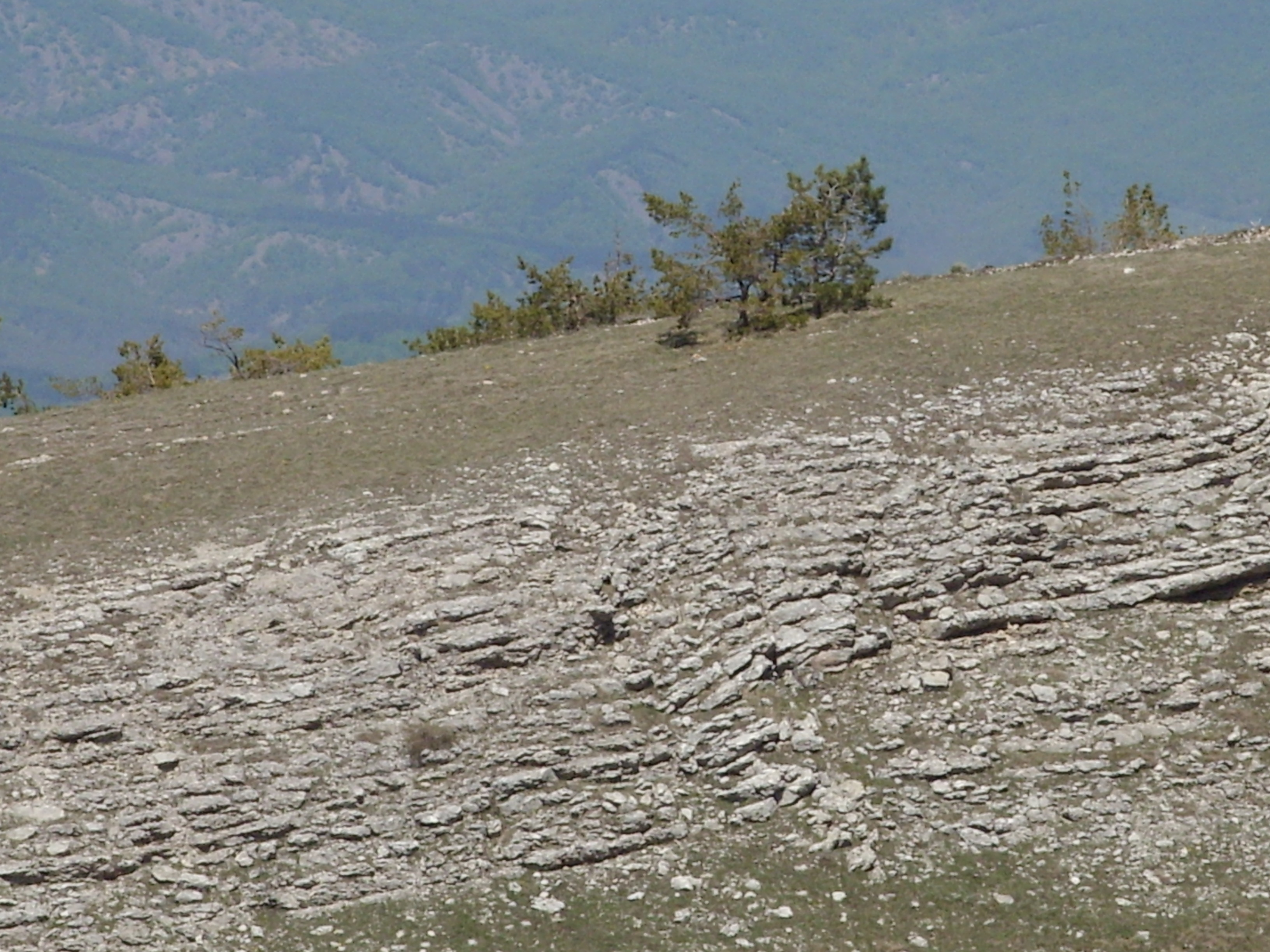
Осадові породи. Ялтинська яйла
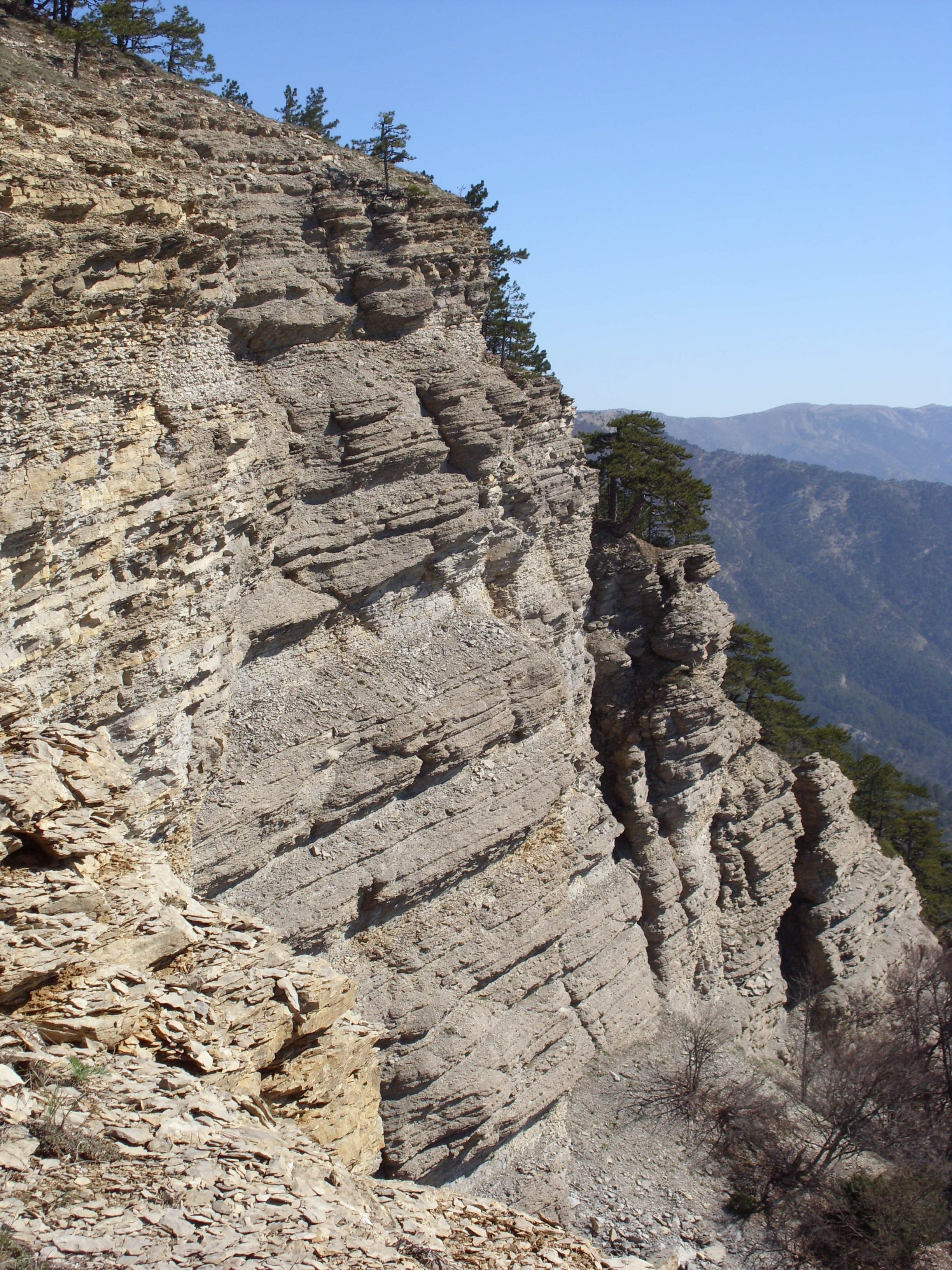
Осадові породи. Ялтинська яйла
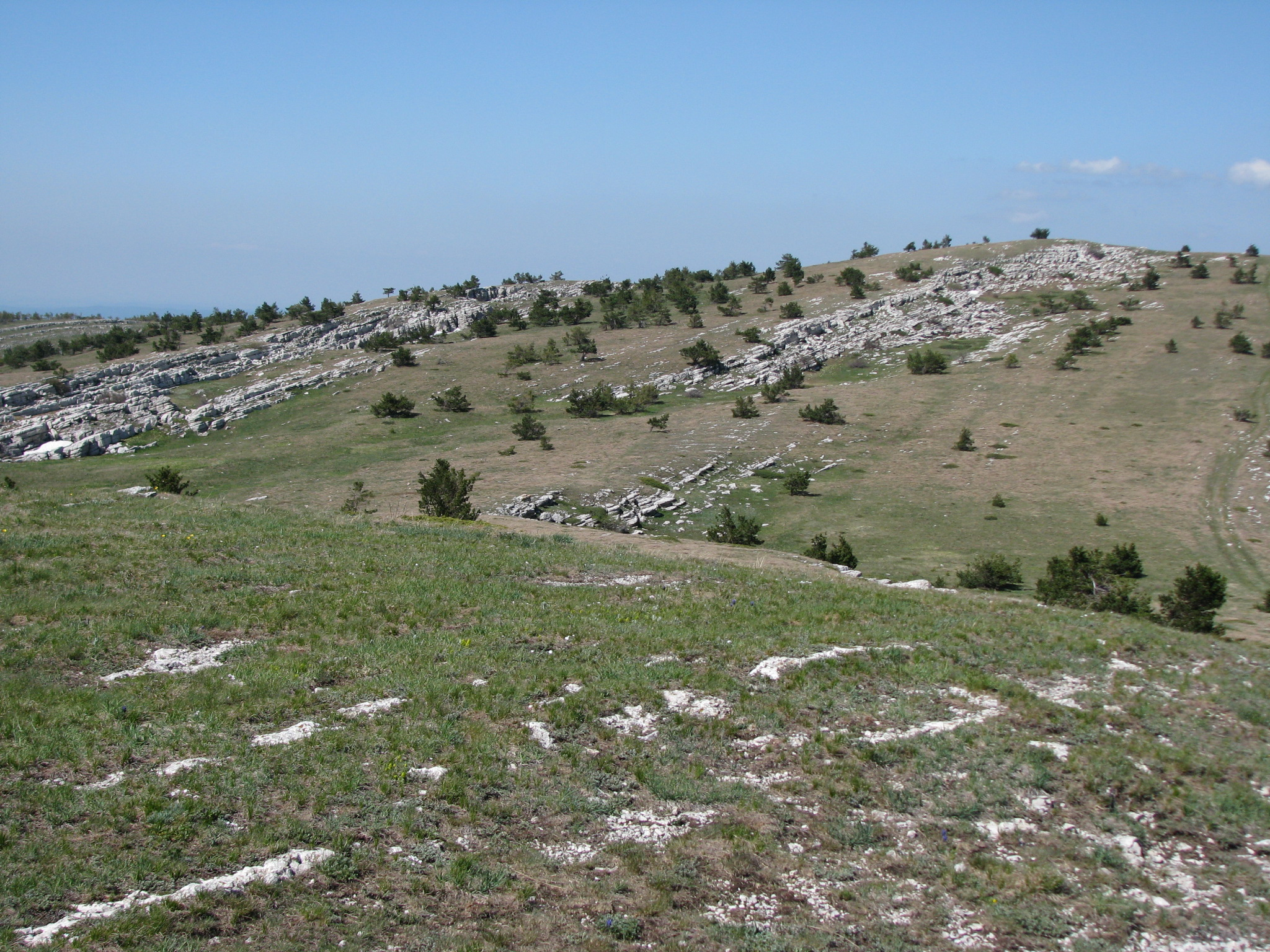
Ялтинська яйла
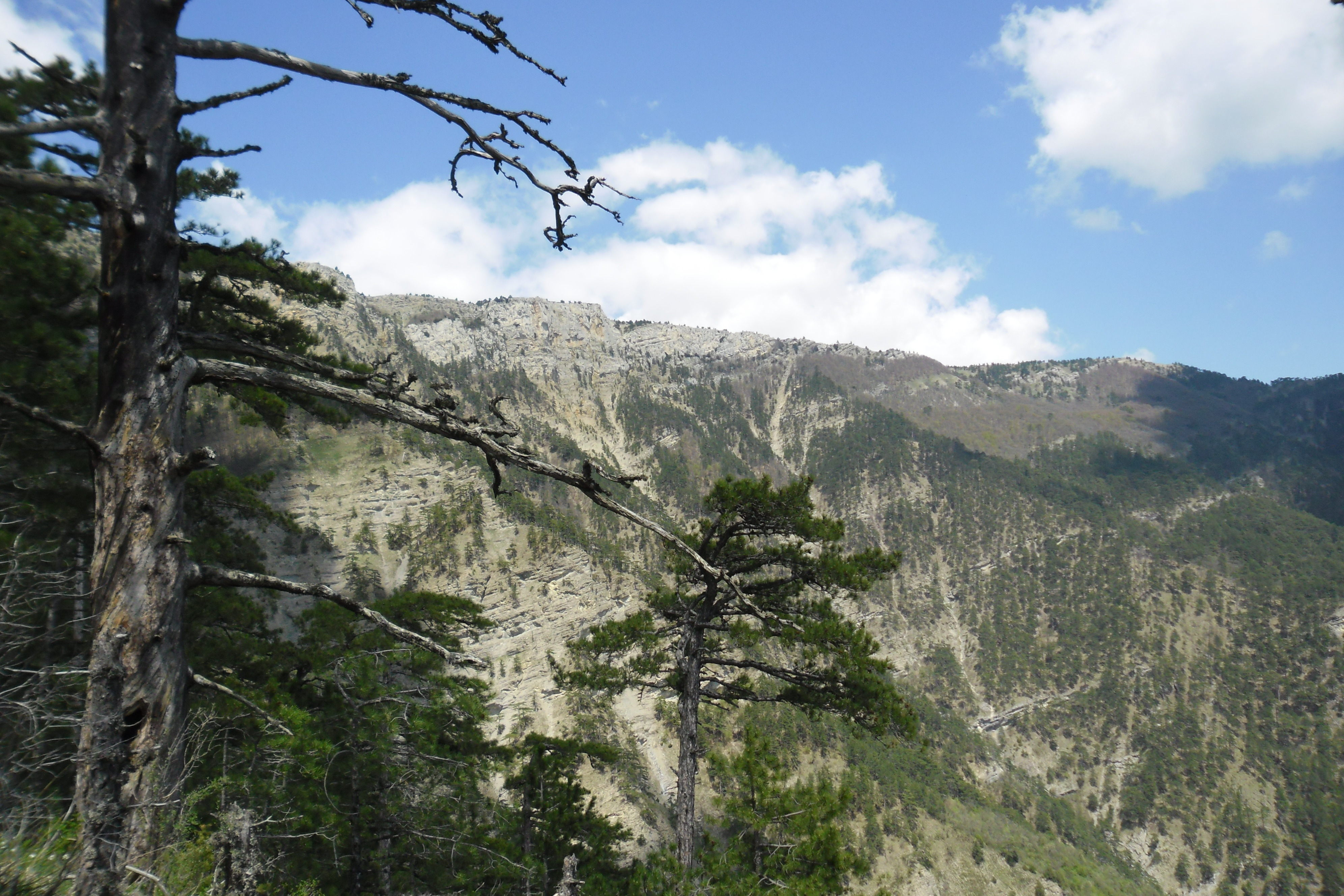
Ялтинська яйла та хребет Іограф, вид з Ставрікайської стежки.
Пам'ятний хрест на 2000 років християнству. Неподалік спуску на хребет Іограф.
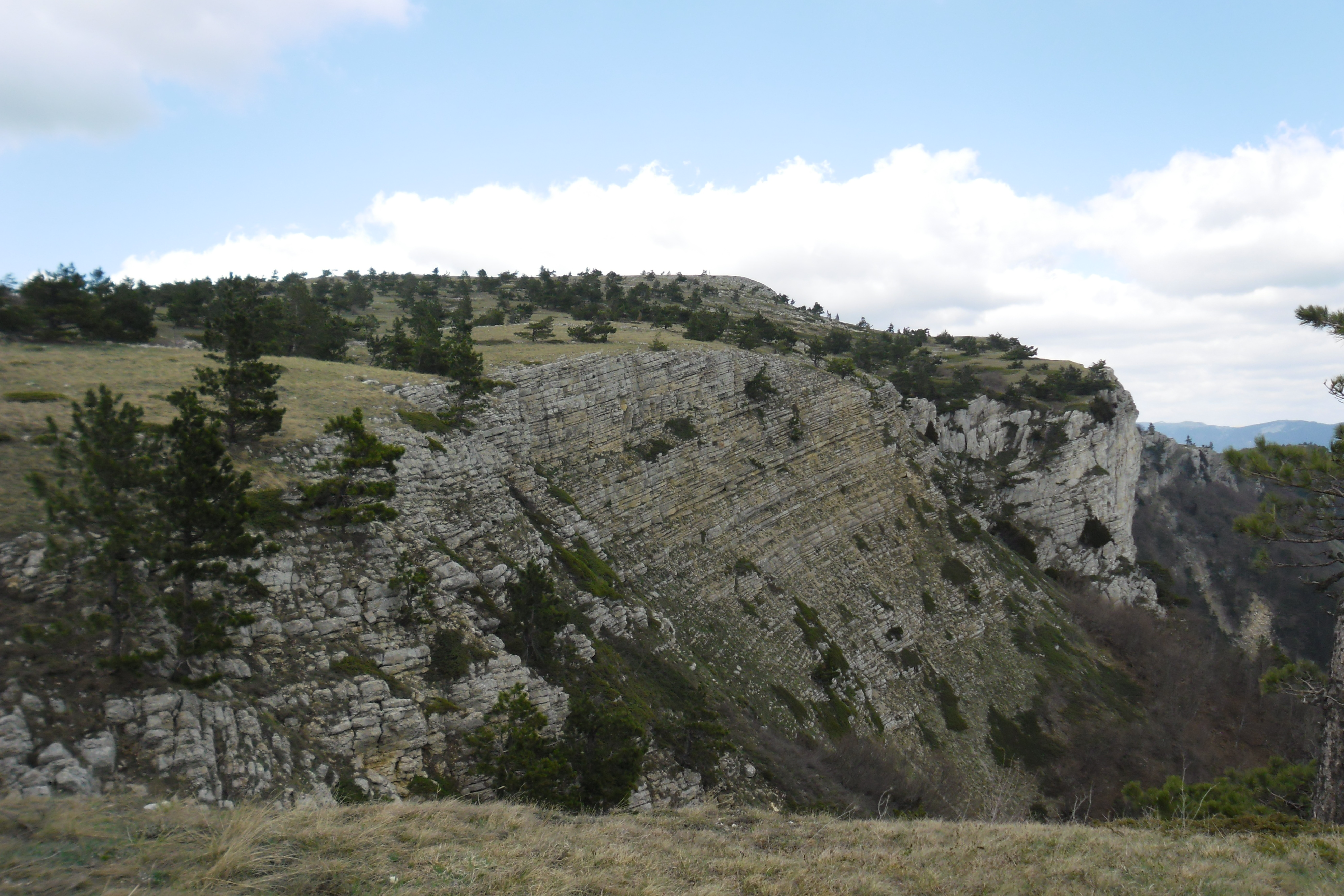
Осадові породи Ялтинської яйли.
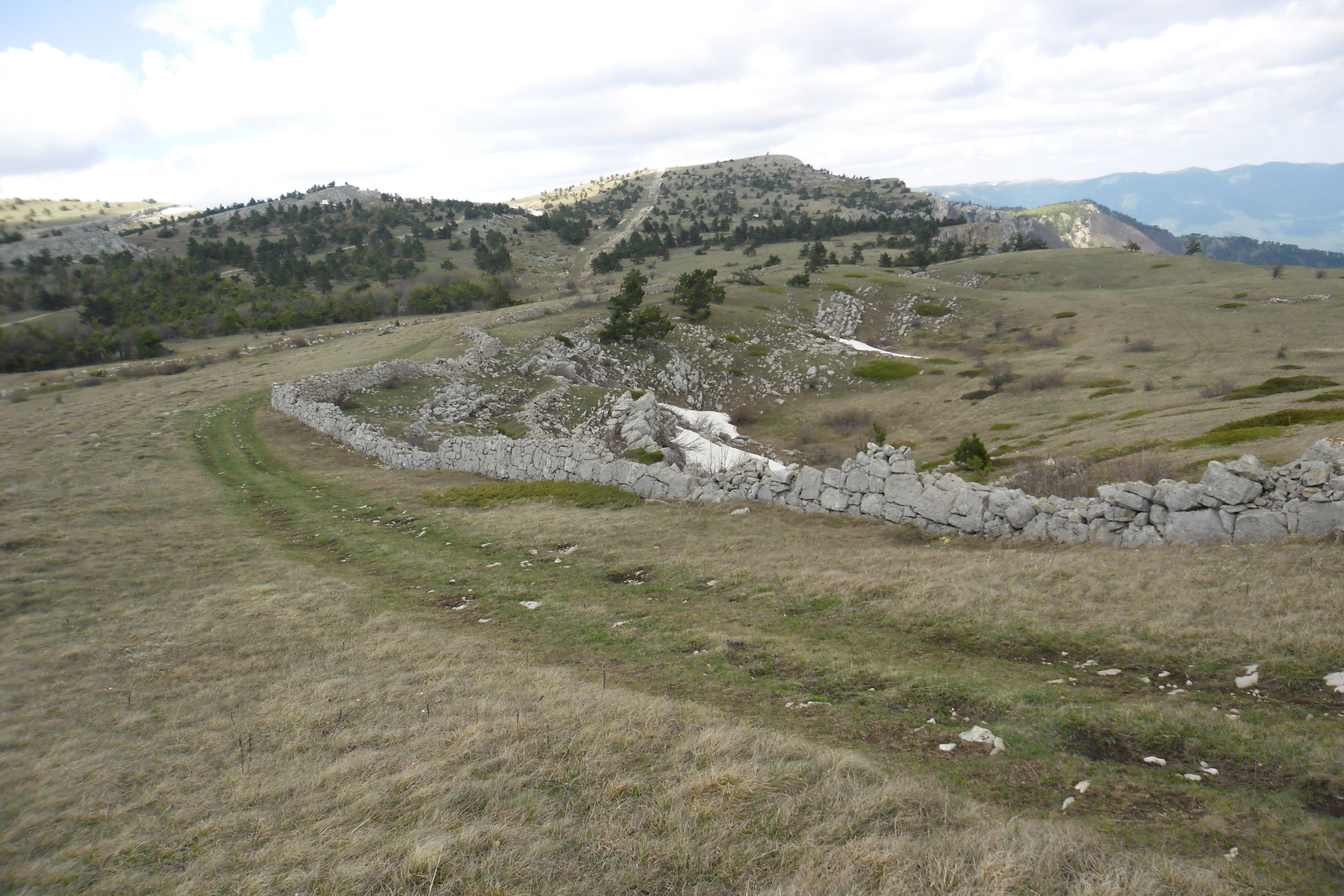
Стіна Конраді (фрагмент).
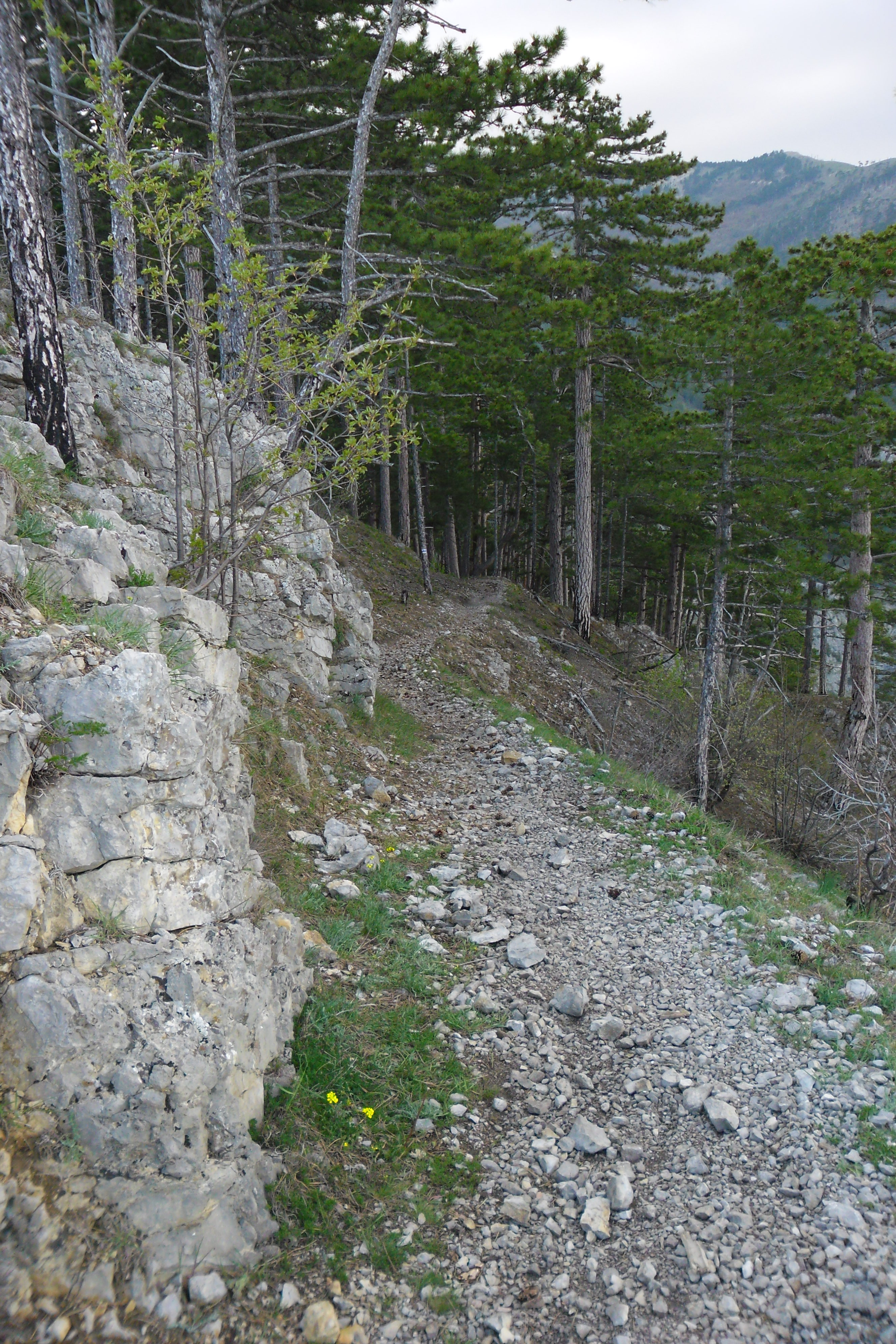
Стежка Іограф-Богаз.